# Laura Podestà
Laura Magda Serena Podestà (* 21. April 1954 in Mailand; † 20. Dezember 2022 ebenda) war eine italienische Schwimmerin.

## Biografie
Laura Podestà nahm an den Olympischen Sommerspielen 1972 in München teil. Im Wettkampf über 100 m Freistil belegte Podestà den 34. Platz. Darüber hinaus nahm sie auch mit der italienischen Staffel über 4 × 100 m Lagen und 4 × 100 m Freistil teil. Bei den Mittelmeerspielen 1971 gewann Podestà Gold mit der 4 × 100-m-Freistilstaffel.
Des Weiteren war sie auch Teilnehmerin an den ersten Schwimmweltmeisterschaften 1973 sowie an den Europameisterschaften 1970.
Podestà starb am 20. Dezember 2022 im Alter von 68 Jahren.